# Зырянка (озеро)
Зыря́нка — пресноводное озеро на северо-востоке Якутии, в Верхнеколымском улусе. Расположено в  левобережной пойме Колымы, севернее устьевой части реки Зырянки. Имеет форму трапеции.
Находится на высоте 34 м над уровнем моря. Площадь озера составляет 16,6 км². Длина озера около 5,3 км, максимальная ширина — 4,5 км. Находится в окружении нескольких озёр меньшего размера, со многими из них связано протоками; наиболее крупные — озёра Дулей, лежащие к северу. Имеет сток в Колыму через протоку, вытекающую на востоке
Берега низкие, слабо изрезанные, преимущественно покрытые лесотундрой и кустарником. По акватории проходит автозимник «Арктика».
Ближайший населенный пункт, посёлок Зырянка, расположен примерно в 18 км к юг-юго-востоку.